# Geslo (računalništvo)
Geslo je v računalništvu niz znakov, ki se uporablja za avtentikacijo uporabnikov računalniškega sistema.
Dobro geslo je ključno za zaščito podatkov pred nepooblaščenim dostopom. Varno geslo naj bi vsebovalo čim več znakov iz različnih naborov znakov, recimo alfanumeričnih, simbolov in drugih unicode znakov, pri varnosti gesla pa veliko pripomore tudi dolžina. Gesla, ki jih lahko najdemo oziroma izpeljemo iz besed v slovarju so primer »slabih« gesel. Gesla tudi ne smemo povedati nikomur! Geslo je namreč osebno in ne javno! Najboljša gesla so iz izmenično velikih črk in z ˝random (naključno)˝ številkami.